# Мусалатов, Хасан Аласханович
Хасан Аласханович Мусалатов (чечен. Мусалатан Аласхани ВоӀ Хьасан; 2 февраля 1944 года, Чеберлойский район, ЧИАССР, СССР — 25 сентября 2002 года, Грозный, Чеченская Республика, Россия) — российский учёный и политик, доктор медицинских наук, проректор и заведующий кафедрой травматологии, ортопедии, военно-полевой хирургии катастроф Московской медицинской академии имени Сеченова. В 1999—2000 годах исполнял обязанности главы Временной Администрации Чеченской Республики.

## Биография

### Ранние годы
Хасан Мусалатов родился 17 февраля 1944 года в селе Арык-аул Чеберлоевского района Чечено-Ингушской Республики. Спустя 6 дней после его рождения семья была выслана в Казахстан.
После возвращения из ссылки окончил лечебный факультет 1-го Московского мединститута им. И.М.Сеченова.

### В политике
В начале 1990-х годов начал свою политическую деятельность, войдя в правительство Доку Завгаева.
В 1995 году в городе Назрань принял участие в переговорах с Асланом Масхадовым, занимавшим тогда должность начальника штаба вооруженных сил ЧРИ.
В 1996 году вице-премьер в правительстве Доку Завгаева, но вскоре ушел в отставку, не согласный с решением Завгаева провести не согласованные назрановскими соглашениями выборы в Народное собрание Чечни.
После начала Второй войны в Чечне был назначен исполняющим обязанности главы Временной администрации Чеченской Республики.
В последние годы жизни проработал заведующим кафедрой травматологии и ортопедии Московской медицинской академии имени Сеченова.

### Смерть
Скончался на 58-м году жизни, 25 сентября 2002 года.

### Семья
- Отец – Аласхан;
- Жена – Тамара Дадашева;
- Сын – Аласбек.

«Хасан Мусалатов успешно осуществлял поиски новых материалов в области имплантации и реконструктивной хирургии опорно-двигательной системы. Впервые в нашей стране им создан новый метод консервации костной ткани, предложен ряд оригинальных методов диагностики и лечения травматических повреждений и ортопедических заболеваний. Среди них – новые методы оперативного лечения больных с повреждениями и заболеваниями суставов, позвоночника и спинного мозга. Значителен вклад Х.А. Мусалатова в создание имплантантов на основе углеродосодержащих материалов, обеспечивающих их полноценное и длительное функционирование в организме человека. Именно он внедрил в клиническую практику новые конструкции имплантантов для замещения дефектов костей, связок, суставов и сухожилий, предложил ряд методов оперативного лечения повреждений позвоночника и заболеваний суставов.»

## Научные работы
- Хасан Мусалатов , Владимир Аничкин , С. Бровкин , Владимир Величенко , Георгий Юмашев. Первая доврачебная помощь. — Москва: медицина, 1990. — 272 с. — ISBN 5-225-01529-8.
- Мусалатов Хасан Аласханович, Юмашев Георгий Степанович. Травматология и ортопедия. — Москва: медицина, 1995. — 560 с. — ISBN 5-225-02737-7.
- Хасан Мусалатов , Георгий Юмашев. Травматология и ортопедия. Учебник. — Москва: АльянС, 2018. — 560 с. — ISBN 978-5-00106-043-7.